# Han Kwang-song
Han Kwang-song (한광성?; Pyongyang, 11 settembre 1998) è un calciatore nordcoreano, attaccante dell'April 25 e della nazionale nordcoreana.

## Caratteristiche tecniche
Di ruolo ala, può svariare su tutto il fronte d'attacco. Ambidestro, è dotato di buona tecnica e velocità.

## Carriera

### Club
Formatosi calcisticamente in patria nelle file del Chobyong, tra il 2013 e il 2014 intraprende una prima esperienza all'estero militando nel Centro Europeo de Tecnofutbol di Barcellona.
Dopo un'ulteriore parentesi in patria, all'inizio del 2017 arriva in Italia per allenarsi in una scuola calcio di Perugia; il 24 febbraio si aggrega in prova al Cagliari, con cui il mese seguente disputa il Torneo di Viareggio segnando una rete all'esordio. Il 10 marzo 2017 firma il vincolo giovanile con lo stesso club sardo, divenendo così un tesserato della squadra a tutti gli effetti. Ad avallare il suo arrivo nel calcio italiano, anche i buoni uffici dell'allora senatore Antonio Razzi presso la nomenklatura di Pyongyang.
Il suo esordio avviene il 2 aprile 2017, nella trasferta di campionato vinta contro il Palermo (3-1). Sette giorni più tardi, realizza la sua prima rete con i rossoblù, nella partita persa in casa contro il Torino (2-3), segnando al 5' di recupero il secondo gol della sua squadra: nello spazio di una settimana diventa così il primo calciatore nordcoreano a giocare prima, e segnare poi, nella storia della Serie A.
Il 7 agosto 2017 viene ceduto in prestito (con opzione di riscatto e controriscatto) al Perugia, in Serie B. Il 13 dello stesso mese debutta con la maglia dei grifoni, nella vittoriosa sfida di Coppa Italia sul campo del Benevento (4-0); il 26 agosto fa il suo esordio in campionato, trovando una tripletta nella goleada degli umbri in casa dell'Entella (5-1).
Dopo 7 reti nel suo semestre perugino, il 31 gennaio 2018 il Cagliari richiama anticipatamente il giocatore dal prestito. Il successivo 27 febbraio gioca per la prima volta da titolare con il Cagliari, e in Serie A, nella sconfitta interna per 5-0 contro il Napoli. Una volta chiusa la stagione in Sardegna, il 15 agosto 2018 viene nuovamente girato in prestito annuale al Perugia. Frenato nei primi mesi da un infortunio, con gli umbri segna il primo gol stagionale il 26 gennaio 2019, nella vittoriosa trasferta contro l'Ascoli (0-3); chiude la sua seconda esperienza perugina con 4 reti totali.
Tornato inizialmente a Cagliari nell'estate 2019, il successivo 2 settembre viene acquistato dalla Juventus che lo aggrega alla propria seconda squadra, la Juventus U23, militante in Serie C. Debutta in maglia bianconera il 15 dello stesso mese, nella partita casalinga contro la Pro Patria (2-2), subentrando nei minuti finali a Clemenza; il successivo 6 novembre segna il primo gol con la squadra torinese, trasformando il rigore decisivo nella partita dei sedicesimi di Coppa Italia di Serie C contro l'Alessandria (1-0).
L'8 gennaio 2020 passa a titolo definitivo all'Al-Duhail. Nel gennaio del 2021, a causa delle sanzioni inflitte dal Consiglio di sicurezza delle Nazioni Unite ai lavoratori nordcoreani all'estero, il calciatore è costretto a tornare in patria.
Il 1º luglio 2021 viene annunciata la rescissione del contratto con il club qatariota. Dopo essere stato impossibilitato al rientro in patria per tre anni a causa delle restrizioni COVID-19, a settembre 2023 ha fatto ritorno in Corea del Nord dove dovrà subire un periodo di «rieducazione» alle ideologie del regime di Kim Jong-un, prassi che deve seguire ogni cittadino nordcoreano al rientro da un periodo di lavoro all'estero.
Il 19 marzo 2024 il Choson Sinbo, quotidiano sportivo nordcoreano, rende nota la notizia secondo cui giocherebbe nell'April 25, club di Pyongyang al quale sarebbe in forza dall'anno precedente.

### Nazionale
È stato capitano della Corea del Nord under 16 con cui ha vinto il campionato asiatico di categoria 2014, segnando 2 reti nelle qualificazioni e 4 nella fase finale. Ha fatto parte della rosa della Corea del Nord under 17 ai campionati mondiali di categoria 2015. 
Con la Corea del Nord under 19 ha giocato 3 partite e segnato 1 gol, il 20 ottobre 2016 nella sconfitta contro i pari età degli Emirati Arabi Uniti (1-3), nel campionato asiatico di categoria 2016.
L'11 maggio 2017 viene convocato per la prima volta in nazionale maggiore dal commissario tecnico Jørn Andersen. Debutta in nazionale il 6 giugno 2017, nell'amichevole disputata contro il Qatar; l'esordio ufficiale avviene invece il 13 giugno 2017, in occasione della partita di qualificazione alla Coppa d'Asia 2019 giocata in casa di Hong Kong.
Nel 2019 viene convocato per la fase finale della Coppa d'Asia, in cui debutta venendo espulso nella sconfitta per 4-0 contro l'Arabia Saudita. Il 14 novembre dello stesso anno realizza la prima rete in nazionale, nella sconfitta per 3-1 contro il Turkmenistan.
Il 16 novembre 2023, dopo quasi tre anni nei quali il regime nordcoreano di Kim Jong-un non aveva fatto trapelare notizie sul calciatore, torna a calcare i campi di calcio, nella sconfitta 1-0 contro la Siria valevole per le qualificazioni AFC al campionato del mondo 2026.

## Statistiche

### Presenze e reti nei club
Statistiche aggiornate al 31 dicembre 2019.
| Stagione        | Squadra         | Campionato      | Campionato | Campionato | Coppe nazionali | Coppe nazionali | Coppe nazionali | Coppe continentali | Coppe continentali | Coppe continentali | Altre coppe | Altre coppe | Altre coppe | Totale | Totale |
| Stagione        | Squadra         | Comp            | Pres       | Reti       | Comp            | Pres            | Reti            | Comp               | Pres               | Reti               | Comp        | Pres        | Reti        | Pres   | Reti   |
| --------------- | --------------- | --------------- | ---------- | ---------- | --------------- | --------------- | --------------- | ------------------ | ------------------ | ------------------ | ----------- | ----------- | ----------- | ------ | ------ |
| mar.-giu. 2017  | Cagliari        | A               | 5          | 1          | CI              | 0               | 0               | -                  | -                  | -                  | -           | -           | -           | 5      | 1      |
| 2017-gen. 2018  | Perugia         | B               | 17         | 7          | CI              | 2               | 0               | -                  | -                  | -                  | -           | -           | -           | 19     | 7      |
| gen.-giu. 2018  | Cagliari        | A               | 7          | 0          | CI              | 0               | 0               | -                  | -                  | -                  | -           | -           | -           | 7      | 0      |
| Totale Cagliari | Totale Cagliari | Totale Cagliari | 12         | 1          |                 | 0               | 0               |                    | -                  | -                  |             | -           | -           | 12     | 1      |
| 2018-2019       | Perugia         | B               | 19         | 4          | CI              | 0               | 0               | -                  | -                  | -                  | -           | -           | -           | 19     | 4      |
| Totale Perugia  | Totale Perugia  | Totale Perugia  | 36         | 11         |                 | 2               | 0               |                    | -                  | -                  |             | -           | -           | 38     | 11     |
| 2019-gen. 2020  | Juventus U23    | C               | 17         | 0          | CI-C            | 3               | 1               | -                  | -                  | -                  | -           | -           | -           | 20     | 1      |
| gen.-giu. 2020  | Al-Duhail       | QSL             | 10         | 3          | CQ              | 0               | 0               | AFC                | 2                  | 0                  | CEQ         | 1           | 2           | 13     | 5      |
| Totale carriera | Totale carriera | Totale carriera | 75         | 15         |                 | 5               | 1               |                    | 2                  | 0                  |             | 1           | 2           | 83     | 18     |

### Cronologia presenze e reti in nazionale
| Cronologia completa delle presenze e delle reti in nazionale ― Corea del Nord | Cronologia completa delle presenze e delle reti in nazionale ― Corea del Nord | Cronologia completa delle presenze e delle reti in nazionale ― Corea del Nord | Cronologia completa delle presenze e delle reti in nazionale ― Corea del Nord | Cronologia completa delle presenze e delle reti in nazionale ― Corea del Nord | Cronologia completa delle presenze e delle reti in nazionale ― Corea del Nord | Cronologia completa delle presenze e delle reti in nazionale ― Corea del Nord | Cronologia completa delle presenze e delle reti in nazionale ― Corea del Nord |
| Data                                                                          | Città                                                                         | In casa                                                                       | Risultato                                                                     | Ospiti                                                                        | Competizione                                                                  | Reti                                                                          | Note                                                                          |
| ----------------------------------------------------------------------------- | ----------------------------------------------------------------------------- | ----------------------------------------------------------------------------- | ----------------------------------------------------------------------------- | ----------------------------------------------------------------------------- | ----------------------------------------------------------------------------- | ----------------------------------------------------------------------------- | ----------------------------------------------------------------------------- |
| 6-6-2017                                                                      | Doha                                                                          | Qatar                                                                         | 2 – 2                                                                         | Corea del Nord                                                                | Amichevole                                                                    | -                                                                             |                                                                               |
| 13-6-2017                                                                     | Hong Kong                                                                     | Hong Kong                                                                     | 1 – 1                                                                         | Corea del Nord                                                                | Qual. Coppa d'Asia 2019                                                       | -                                                                             |                                                                               |
| 27-3-2018                                                                     | Pyongyang                                                                     | Corea del Nord                                                                | 2 – 0                                                                         | Hong Kong                                                                     | Qual. Coppa d'Asia 2019                                                       | -                                                                             |                                                                               |
| 8-1-2019                                                                      | Dubai                                                                         | Arabia Saudita                                                                | 4 – 0                                                                         | Corea del Nord                                                                | Coppa d'Asia 2019 - 1º turno                                                  | -                                                                             | 36’ 44’                                                                       |
| 17-1-2019                                                                     | Sharja                                                                        | Libano                                                                        | 4 – 1                                                                         | Corea del Nord                                                                | Coppa d'Asia 2019 - 1º turno                                                  | -                                                                             |                                                                               |
| 5-9-2019                                                                      | Pyongyang                                                                     | Corea del Nord                                                                | 2 – 0                                                                         | Libano                                                                        | Qual. Mondiali 2022                                                           | -                                                                             |                                                                               |
| 10-9-2019                                                                     | Colombo                                                                       | Sri Lanka                                                                     | 0 – 1                                                                         | Corea del Nord                                                                | Qual. Mondiali 2022                                                           | -                                                                             |                                                                               |
| 15-10-2019                                                                    | Pyongyang                                                                     | Corea del Nord                                                                | 0 – 0                                                                         | Corea del Sud                                                                 | Qual. Mondiali 2022                                                           | -                                                                             |                                                                               |
| 14-11-2019                                                                    | Aşgabat                                                                       | Turkmenistan                                                                  | 3 – 1                                                                         | Corea del Nord                                                                | Qual. Mondiali 2022                                                           | 1                                                                             |                                                                               |
| 19-11-2019                                                                    | Beirut                                                                        | Libano                                                                        | 0 – 0                                                                         | Corea del Nord                                                                | Qual. Mondiali 2022                                                           | -                                                                             |                                                                               |
| 16-11-2023                                                                    | Gedda                                                                         | Siria                                                                         | 1 – 0                                                                         | Corea del Nord                                                                | Qual. Mondiali 2026                                                           | -                                                                             | 46’                                                                           |
| 21-11-2023                                                                    | Yangon                                                                        | Birmania                                                                      | 1 – 6                                                                         | Corea del Nord                                                                | Qual. Mondiali 2026                                                           | 1                                                                             | 68’                                                                           |
| 21-3-2024                                                                     | Tokyo                                                                         | Giappone                                                                      | 1 – 0                                                                         | Corea del Nord                                                                | Qual. Mondiali 2026                                                           | -                                                                             |                                                                               |
| 6-6-2024                                                                      | Vientiane                                                                     | Corea del Nord                                                                | 1 – 0                                                                         | Siria                                                                         | Qual. Mondiali 2026                                                           | -                                                                             | 90+5’                                                                         |
| 11-6-2024                                                                     | Vientiane                                                                     | Corea del Nord                                                                | 4 – 1                                                                         | Birmania                                                                      | Qual. Mondiali 2026                                                           | -                                                                             | 28’                                                                           |
| 5-9-2024                                                                      | Tashkent                                                                      | Uzbekistan                                                                    | 1 – 0                                                                         | Corea del Nord                                                                | Qual. Mondiali 2026                                                           | -                                                                             |                                                                               |
| 10-9-2024                                                                     | Vientiane                                                                     | Corea del Nord                                                                | 2 – 2                                                                         | Qatar                                                                         | Qual. Mondiali 2026                                                           | -                                                                             | 50’                                                                           |
| 10-10-2024                                                                    | al-'Ayn                                                                       | Emirati Arabi Uniti                                                           | 1 – 1                                                                         | Corea del Nord                                                                | Qual. Mondiali 2026                                                           | -                                                                             | 76’                                                                           |
| 15-10-2024                                                                    | Biškek                                                                        | Kirghizistan                                                                  | 1 – 0                                                                         | Corea del Nord                                                                | Qual. Mondiali 2026                                                           | -                                                                             | 76’                                                                           |
| 14-11-2024                                                                    | Vientiane                                                                     | Corea del Nord                                                                | 2 – 3                                                                         | Iran                                                                          | Qual. Mondiali 2026                                                           | -                                                                             | 73’                                                                           |
| 19-11-2024                                                                    | Vientiane                                                                     | Corea del Nord                                                                | 0 – 1                                                                         | Uzbekistan                                                                    | Qual. Mondiali 2026                                                           | -                                                                             | 88’                                                                           |
| 14-3-2025                                                                     | Amman                                                                         | Giordania                                                                     | 1 – 1                                                                         | Corea del Nord                                                                | Amichevole                                                                    | -                                                                             |                                                                               |
| Totale                                                                        |                                                                               | Presenze                                                                      | 22                                                                            |                                                                               | Reti                                                                          | 2                                                                             |                                                                               |

## Palmarès

### Club
- Qatar Stars League: 1

Al-Duhail: 2019-2020